# Bad Berleburg
Bad Berleburg é uma cidade da Alemanha, localizada no distrito de Siegen-Wittgenstein, na região administrativa de Arnsberg, estado da Renânia do Norte-Vestfália.